# Danilo Acosta
Danilo Acosta (* 17. November 1997 in San Pedro Sula) ist ein honduranisch-US-amerikanischer Fußballspieler, welcher derzeit bei dem USLC-Franchise Orange County SC unter Vertrag steht.

## Karriere

### Verein
In Seiner Jugend spielte er von 2013 bis 2015 bei der Arizona-Academy von Real Salt Lake. Anfang März 2015 wechselte er dann zu den Real Monarchs in die USLC, welche die zweite Mannschaft von Real Salt Lake darstellt. Dort erhielt er in der Liga dann seinen ersten Einsatz am 26. April 2015 bei einer 0:1-Niederlage gegen die zweite Mannschaft von LA Galaxy, bei welcher er über die vollen 90. Minuten zum Einsatz kam. In der ersten Mannschaft stand er dann schon einige Male zwar im Kader, erhielt jedoch dann keinen Einsatz in der MLS. Dies geschah schließlich erstmals am 9. April 2017 beim 3:0-Sieg über die Vancouver Whitecaps, bei welchem er auch gleich von Anfang bis zum Ende durchspielen durfte.
Ab Anfang 2019 wechselte er dann fest zur ersten Mannschaft von Real Salt Lake. Direkt darauf ging es aber per Leihe weiter für ein Jahr zu Orlando City, wo er dann auf insgesamt acht Einsätze kam. Nach dem Ende der Leihe, sollte er jedoch nicht mehr viel Zeit bei seinem ersten Franchise verbleiben und wechselte ablösefrei zu LA Galaxy.

### Nationalmannschaft
In der U-20 Mannschaft der USA, kam er neben Einsätzen in Freundschaftsspielen auch auf Einsätze in der CONCACAF U-20 Meisterschaft 2017, bei welcher er mit seiner Mannschaft auch das Finale erreichen sollte, wo er ausgerechnet auf die U-20 von Honduras treffen sollte. Im Spiel stand er von Anfang bis zum Ende auf dem Platz, da es in der regulären Spielzeit zu keinem Tor von beiden Mannschaften kam, musste ein Elfmeterschießen herhalten, welches die USA am Ende mit 5:3 gewinnen konnte. Der letzte Elfmeter sollte dabei von Acosta selber verwandelt werden. Dadurch qualifizierte sich seine Mannschaft für die U-20 Weltmeisterschaft 2017, in welcher er mit seinem Team bis ins Viertelfinale kam, wo gegen Venezuela nach einem 2:1 dann Schluss war.